# Isochariesthes multiguttata
Isochariesthes multiguttata là một loài bọ cánh cứng trong họ Cerambycidae.